# Tillandsia 'Sweet Isabel'
Tillandsia 'Sweet Isabel' es un  cultivar híbrido del género Tillandsia perteneciente a la familia  Bromeliaceae.
Es un híbrido creado en el año 2003 con las especies Tillandsia tectorum × Tillandsia   paleacea.